# إغنيس هيلر
إغنيس هيلر (بالمجرية: Ágnes Heller) (و. 1929  م) هي فيلسوفة، وأستاذة جامعية، وعالمة اجتماع مجرية، ولدت في بودابست، وهي عضوةٌ في الأكاديمية الهنغارية للعلوم.

## التعليم
تعلمت في جامعة أوتفوش لوراند.

## جوائز
حصلت على جوائز منها:
- جائزة ميناس شبيربر  [لغات أخرى]‏ (2017)[11]
- جائزة كونكورديا  [لغات أخرى]‏ (2012)
- ميدالية جوته (2010)
- جائزة هانا أرندت  [لغات أخرى]‏ (1995)
- جائزة سيشيني.

## روابط خارجية
- إغنيس هيلر على موقع IMDb (الإنجليزية)
- إغنيس هيلر على موقع مونزينجر (الألمانية)